# Giovanni Battista Caproni
Gianni Caproni (s polnim imenom Giovanni Battista Caproni , Conte di Taliedo), italijanski izumitelj in letalski konstruktor, * 3. julij 1886, Massone D'Arco, 27. oktober 1957, Rim.
Caproni velja za enega najbolj pomembnih in vsestranskih izdelovalcev letal, saj je v svojem življenju skonstruiral kar 180 različnih letal različnih tipov in oblik, tako za vojaške kot civilne namene. Caproni, katerega letala so velikokrat dosegala rekorde, je bil znan tudi po zelo izvirnih in revolucionarnih zamislih, ki jih je pogosto tudi udejanjil.
Caproni je v Münchnu končal študij gradbeništva, se kasneje izpopolnjeval v elektrotehniki in se končno lotil izdelovanja letal. Svoje prvo dvokrilno dvomotorno letalo je izdelal že 27. maja 1910, vendar je letalo pri pristanku razpadlo. V naslednjih letih pa so ga uspehi letal Blériot vzpodbudili, da se je lotil še enokrilcev. Leta 1911 je svoje podjetje preselil v Vizzola Ticino in ga preimenoval v Societa de Agostini e Caproni. Ob začetku prve svetovne vojne je začel v svoji tovarni ob jezeru Maggiore izdelovati tudi bombnike. Njegovega trimotornega dvokrilca Caproni Ca.1 z dvojnim trupom so izdelovali v več različicah in ga uporabljali na številnih bojiščih.
Leta 1917 je tovarno preselil v Toliedo pri Milanu in tam zgradil tudi prvo betonsko letalsko stezo na svetu. Kot uspešnemu podjetniku mu je uspelo prodati licenco za svoje bombnike Caproni Ca.33 v ZDA in Francijo. Skušal je tudi povečati uporabnost letal za prevažanje tovorov, zaradi česar je že leta 1916 izdelal trikrilno letalo, ki ga je po koncu prve svetovne vojne predelal za civilne polete. Največje tako letalo, Caproni Ca.59, je imelo pet motorjev vrste Liberty s skupaj 2.000 konjskih močmi in dvonadstropno kabino za 30 potnikov.
Izkušnje z gradnjo velikih letal so ga kasneje pripeljale do zamisli, da bi čezoceanske parnike zamenjal hidroplani. Posledica te zamisli je bilo letalo Caproni Ca.60 – Capronissimo, ki ga je začel izdelovati leta 1920. Uradno se je letalo sicer imenovalo Caproni Ca.60, v strokovnih krogih pa so ga imenovali Transaero, Noviplano ali preprosto Capronissimo. Z današnjega stališča je bilo to letalo ponesrečen poskus, da bi petdeset let prej iznašli jumbo jet, in to ob neupoštevanju osnovnih pravil gradnje letal. Prevažal naj bi 100 potnikov in bil le model za še večje letalo za 130 potnikov. Njegov trup je bil dolg 24 metrov, imel je bogato opremljeno kabino ter tri krila, razporejena eno za drugim, na začetku, v sredini in na koncu trupa. 
Poganjalo ga je osem motorjev vrste Liberty, vsak je imel 400 konjskih moči. Motorji so bili razdeljeni v dve skupini ter vgrajeni v sredini sprednjega in drugega krila. Prazno letalo je tehtalo 14 ton, letelo pa je lahko s hitrostjo 130 km/h.
V začetku marca 1921 je Caproni začel prve poskusne lete s Capronissimom na jezeru Maggiore. Prvi poskus vzleta je bil neuspešen, pri drugem poskusu pa se je Ca.60 dvignil nekaj metrov nad jezersko gladino, se prekucnil naprej in padel v vodo. Padec naj bi povzročile pretrgane vrvi, ki so namesto potnikov držale balast v letalu. To naj bi povzročilo, da se je balast premaknil proti nosu letala in podrl njegovo ravnotežje. Spremenjenega ravnotežja zapleteni sistem krmiljenja ni bil sposoben izravnati. Letalo so popravili, vendar ga je še pred novim poletom delno poškodoval požar, ki je zaradi kratkega stika izbruhnil v tovarni. Deli tega letala so danes razstavljeni v Capronijevem muzeju v Trentu. Konstrukcija letala je  popolnoma nasprotovala splošno sprejetim načelom stabilnosti v aerodinamiki in je bila za tiste čase sploh praktično neizvedljiva. Po tem neuspehu je Caproni opustil izdelavo trikrilnih letal ter se oprijel izdelave večmotornih vojaških in civilnih letal. Svoje ljubezni do velikih letal pa kljub temu ni opustil. Leta 1929 je namreč izdelal ogromno letalo Caproni Ca.90. Ta dvokrilec je imel 46 metrov razpona čez krila, šest motorjev s 1.000 konjskimi močmi in je bil tedaj največje letalo na svetu. S tem letalom je dosegel tudi svetovni rekord v višini in uporabnosti prostora.
Leta 1940 je za svoje poskuse z eksperimentalnim letalom na reaktivni pogon Campini Caproni CC.2 (N1) dobil plemiški naziv. Poleg tega je skozi drugo svetovno vojno izdeloval vrsto vojaških letal:
- Caproni Ca.101
- Caproni Ca.111
- Caproni Ca.133
- Caproni Ca.135 * 135bis
- Caproni Ca.309 Ghibli
- Caproni Ca.310 Libeccio
- Caproni Ca.311 & 311M
- Caproni Ca.312
- Caproni Ca.313
- Caproni Ca.314
- Caproni Ca.316

Po drugi svetovni vojni je Caproni začel izdelovati reaktivna in jadralna letala. Letalstvu je ostal zvest vse do svoje smrti leta 1957. Leta 1983 je bil dodan v International Aerospace Hall of Fame.